# Fosinopril
Fosinopril là một chất ức chế men chuyển angiotensin (ACE)  được sử dụng để điều trị tăng huyết áp và một số loại suy tim mạn tính. Fosinopril là chất ức chế men chuyển có chứa phosphat duy nhất được bán trên thị trường, bởi Bristol-Myers Squibb dưới tên thương mại Monopril.
Nó được cấp bằng sáng chế vào năm 1980 và được chấp thuận cho sử dụng y tế vào năm 1991.

## Sử dụng trong y tế
Trong suy tim sung huyết, khả năng tim bơm đủ máu để đáp ứng nhu cầu sinh lý của cơ thể bị giảm xuống. Tình trạng này có nhiều nguyên nhân, bao gồm van tim bị tổn thương, nhồi máu cơ tim, tăng huyết áp, thiếu vitamin B1 và đột biến gen. Khi lưu lượng máu tiếp theo đến thận bị giảm, thận sẽ phản ứng bằng cách tăng tiết renin từ bộ máy cạnh cầu thận. Renin chuyển đổi angiotensinogen không hoạt động thành angiotensin I, được chuyển thành angiotensin II (AII) bằng enzyme chuyển đổi angiotensin (ACE). AII có thể có tác động tiêu cực đến hệ thống tim mạch sau các sự kiện như suy tim và nhồi máu cơ tim. AII gây co mạch máu và tăng huyết áp, dẫn đến tăng tải sau, tăng sức đề kháng mà tim hoạt động. Ngoài ra, sự gia tăng mãn tính trong sản xuất AII có liên quan đến những thay đổi cấu trúc của cơ tim  làm giảm chức năng của tim.
Ở bệnh nhân suy tim, fosinopril làm tăng khả năng chịu đựng tập thể dục và giảm tần suất các sự kiện liên quan đến suy tim nặng hơn, như khó thở, cần dùng thuốc lợi tiểu bổ sung, mệt mỏi và nhập viện.

## Hóa học
Không giống như các chất ức chế men chuyển khác được đào thải chủ yếu qua thận, fosinopril được đào thải khỏi cơ thể bằng cả con đường thận và gan. Đặc tính này của fosinopril làm cho thuốc trở thành lựa chọn an toàn hơn so với các thuốc ức chế men chuyển khác đối với bệnh nhân suy tim có chức năng thận bị suy yếu do tưới máu kém  vì fosinopril vẫn có thể được loại bỏ bởi gan, ngăn ngừa sự tích tụ thuốc trong cơ thể.
Fosinopril được khử ester bởi gan hoặc niêm mạc đường tiêu hóa và được chuyển đổi thành dạng hoạt động của nó, fosinoprilat. Fosinoprilat liên kết cạnh tranh với ACE, ngăn không cho ACE liên kết và chuyển angiotensin I thành angiotensin II. Ức chế sản xuất AII làm giảm sức cản mạch máu ngoại biên, giảm tải và giảm huyết áp, do đó giúp giảm bớt các tác động tiêu cực của AII lên hoạt động của tim.